# Kōgan-ji
Kōgan-ji (jap. 高岩寺), potocznie Togenuki Jizōson (jap. とげぬき地蔵尊), formalnie: Banchō-zan Kōgan-ji (jap. 萬頂山 高岩寺) – świątynia buddyjska szkoły sōtō zen w Tokio (w dzielnicy Toshima), w Japonii. Znana z „uzdrawiających” posągów Jizō i Kannon.  

## Historia
Świątynia została założona w Yushima w Edo w 1596 roku. Około 60 lat później została przeniesiona do Shitaya Byōbuzaka, a w 1891 roku do Sugamo, obecnej lokalizacji.

### Jizō
Głównym przedmiotem kultu (go-honzon) w tej świątyni (zwykle jest to budda lub bosatsu) jest przedłużający życie Enmei Jizō, znany jako „Togenuki Jizō” („Jizō, który usunął igłę”, dosł. „usuwający ciernie”). Nazwa ta wywodzi się z tego, iż dawno temu służąca rodu Mōri przez pomyłkę połknęła igłę, ale kiedy zjadła kartkę z wizerunkiem Jizō, udało się jej ją wypluć.
Posąg Jizō jest zwykle ukryty przed widokiem publicznym. Uważa się jednak, że ofiarowanie modlitw kopii wizerunku również ma wartość i dlatego można ją odebrać w głównym holu świątyni. Portret bosatsu jest przedstawiony na niewielkim kawałku papieru washi o rozmiarach 4 x 1,5 cm. Wyleczenie polega na umieszczeniu go w miejscu bólu.

### Kannon
Podczas wielkiego pożaru okresu Edo w 1657 roku pewien człowiek stracił żonę. Ku jej pamięci podarował Kōgan-ji posąg bogini Kannon. Z biegiem czasu zaczęto wierzyć, że różnego rodzaju dolegliwości można uleczyć, polewając wodą ten posąg i obmywając miejsce bólu na własnym ciele. To był początek „Arai Kannon” („obmywanej Kannon”). W 1992 roku oryginalny posąg został wycofany ze względu na zniszczenia i zastąpiony nowym.
Świątynia jest licznie odwiedzana zwłaszcza przez starsze osoby.

## Galeria

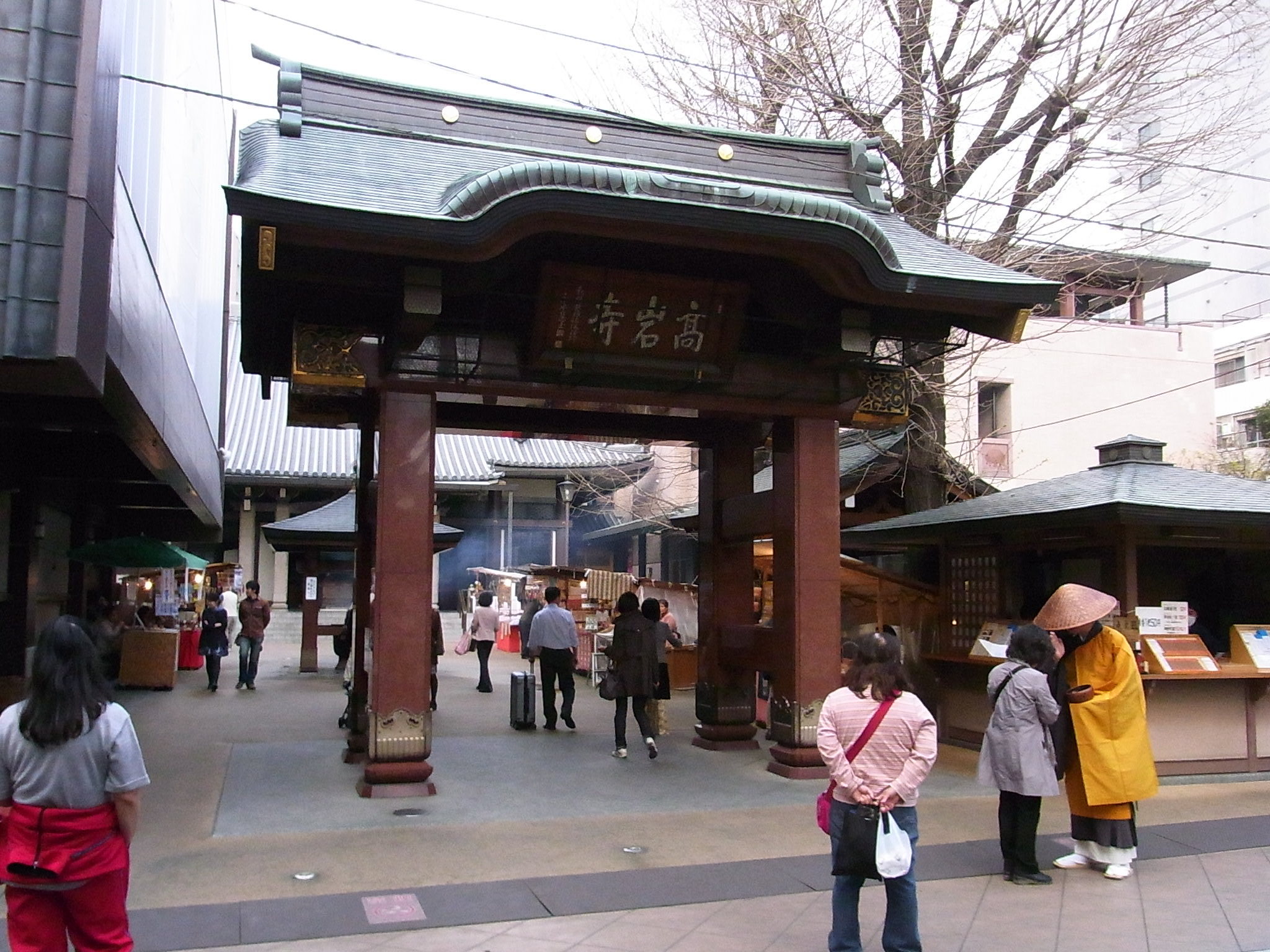
Brama wejściowa
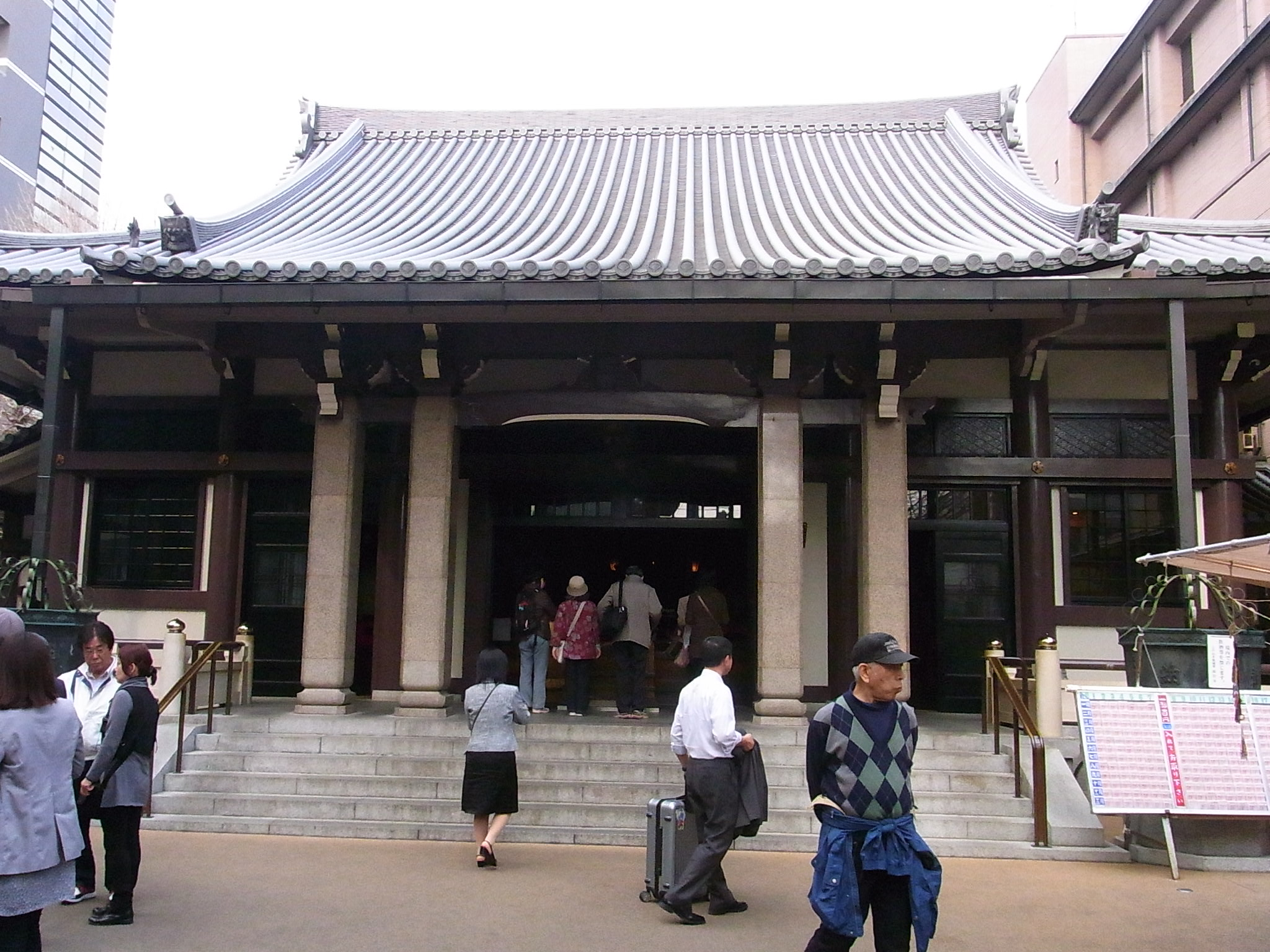
Główny pawilon
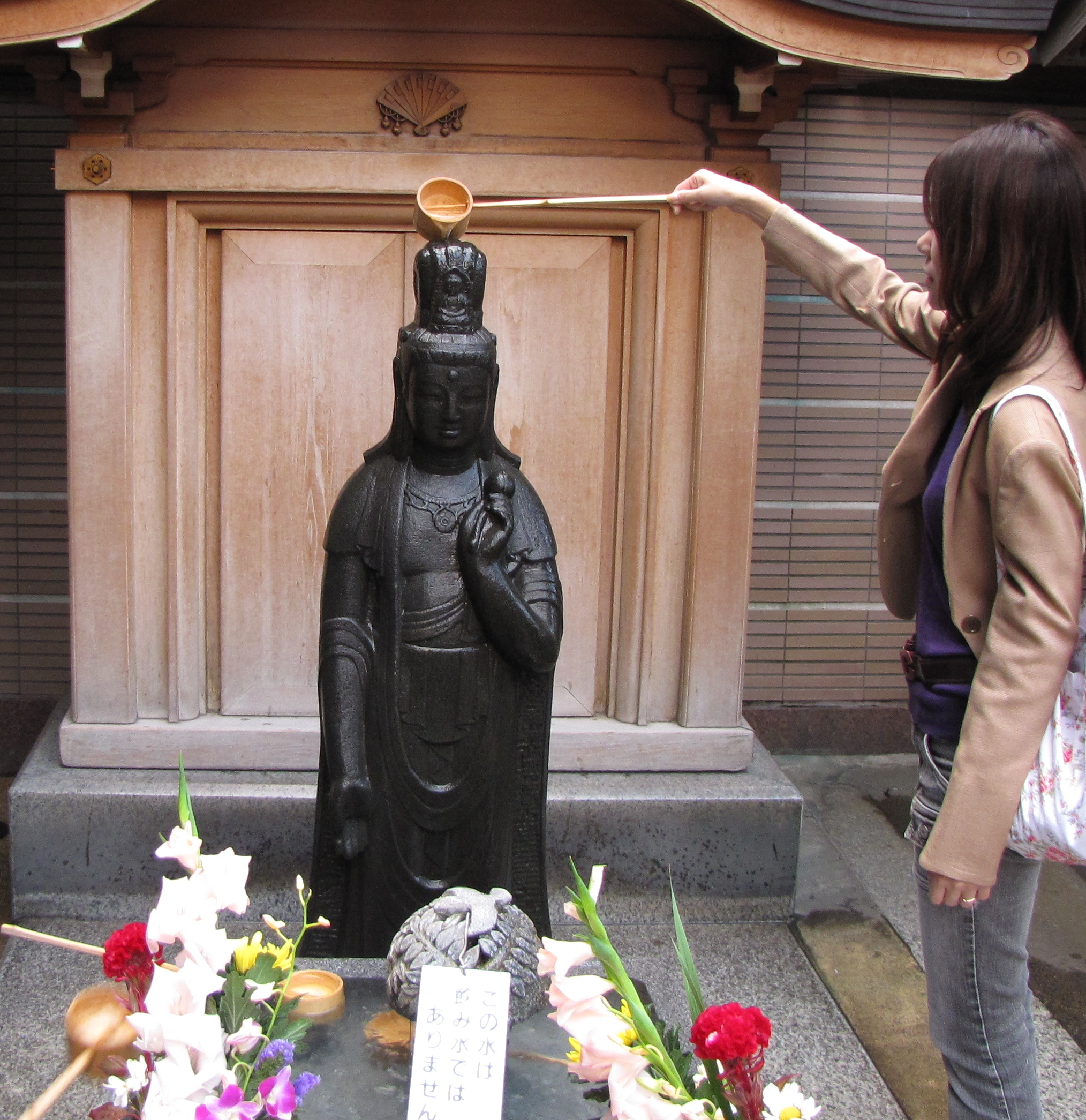
Arai Kannon